# Incidente de Jamar-Dabán
El incidente de Jamar-Dabán refiere a la muerte en circunstancias inciertas de seis excursionistas kazajos el 5 de agosto de 1993 en la cordillera de Jamar-Dabán. Los seis excursionistas que fallecieron eran miembros de un grupo de siete personas dirigido por Lyudmila Korovina; Valentina Utochenko fue la única sobreviviente del grupo. A pesar de que la policía fue avisada, no se realizó ninguna búsqueda formal hasta el 24 de agosto. Los helicópteros tardaron dos días en localizar los restos, ya que Utochenko aún no había sido capaz de contar su versión de lo sucedido. De acuerdo con el informe de la autopsia, todas las víctimas murieron de hipotermia, salvo Korovina, que murió de un ataque cardíaco. Este evento ha sido comparado con el incidente del paso Diátlov de 1959.

## Contexto
Jamar-Dabán, una cadena montañosa localizada en el sur de Siberia, en la República de Buriatia perteneciente a Rusia, era un popular lugar turístico de senderismo. En el verano de 1993, Lyudmila Korovina, del club turístico "Azimut" de Petropavl, una experimentada instructora de senderismo, organizó una excursión a las montañas Jamar-Dabán. A ella se unieron seis de sus alumnos: Aleksander "Sacha" Krysin, Tatyana Filipenko, Denis Shvachkin, Valentina "Valya" Utochenko, Viktoriya Zalesova y Timur Bapanov. Korovina tenía experiencia previa en senderismo en el área de Jamar-Dabán, y los estudiantes habían entrenado con ella para el viaje.
| Miembros del grupo            | Miembros del grupo           | Miembros del grupo       | Miembros del grupo | Miembros del grupo |
| Nombre (Romanización)         | Nombre en escritura cirílica | Fecha de nacimiento      | Edad               | Género             |
| ----------------------------- | ---------------------------- | ------------------------ | ------------------ | ------------------ |
| Lyudmila Ivanovna Korovina    | Людмила Ивановна Коровина    | 21 de noviembre de 1951  | 41                 | Femenino           |
| Tatyana Yurievna Filipenko    | Татьяна Юрьевна Филипенко    | 5 de enero de 1969       | 24                 | Femenino           |
| Aleksandr Gennadievich Krysin | Александр Геннадиевич Крысин | 6 de julio de 1970       | 23                 | Masculino          |
| Denis Viktorovich Shvachkin   | Денис Викторович Швачкин     | 23 de abril de 1974      | 19                 | Masculino          |
| Valentina Utochenko           | Валентина Уточенко           | 18 de septiembre de 1975 | 17                 | Femenino           |
| Viktoriya Zalesova            | Виктория Залесова            | 23 de octubre de 1976    | 16                 | Femenino           |
| Timur Balgabaevich Bapanov    | Timur Балгабаевич Бапанов    | 15 de julio de 1978      | 15                 | Masculino          |

## La excursión
El grupo de siete excursionistas, dirigido por Korovina, llegó a Irkutsk en tren en agosto de 1993. El grupo de senderistas de Korovina era uno de los tres que había en la zona, uno de los cuales estaba liderado por su hija, Natalia. La ruta comenzó el 2 de agosto de 1993 en el pueblo de Murino, continuó siguiendo el río Langutai, atravesando el paso de las Puertas Langutai, siguiendo el río Barun-Yunkatsuk hasta la montaña Khanulu y a lo largo de su cresta, y terminando en la divisoria de las cuencas de los ríos Anigta y Baiga. El grupo de Korovina debería cruzarse con el de su hija el 5 de agosto.
Los dos primeros días de recorrido resultaron ser mejores de lo que el grupo había planeado, alcanzando el pico Retranslyator con margen de tiempo; sin embargo, el 4 de agosto, cuando comenzaban el descenso, se encontraron con una tormenta inesperada. Korovina decidió acampar en un lugar expuesto, aunque el grupo fracasó en su intento de prender una hoguera esa noche. Lograron hacer fuego en la mañana del 5 de agosto y desayunaron juntos antes de continuar el camino.

## Las muertes
De acuerdo con Valentina Utochenko, la única superviviente, mientras descendían de la montaña, a una altitud de 2396 metros, Krysin, que estaba en la parte de atrás del grupo, comenzó a gritar. Sangraba por los ojos y los oídos y echaba espuma por la boca. Cayó al suelo convulsionando y después se quedó quieto. Korovina corrió hacia él, intentando hacerle recuperar el conocimiento. Momentos después, ella comenzó a gritar, mostrando los mismos síntomas que Krysin, convulsionó y luego se desplomó encima de Krysin. Filipenko, que había sido la primera en llegar a Korovina, fue la siguiente en desplomarse, agarrándose la garganta como si no pudiese respirar. Se arrastró hasta una roca cercana y golpeó su cabeza contra ella hasta quedar inerte. Zalesova y Bapanov comenzaron a correr. Mientras corrían, se desplomaron y fallecieron vomitando sangre y arañándose sus propias gargantas, arrancándose la ropa. Utochenko y Shvachkin huyeron del lugar, pero poco después Shvachkin también se desplomó convulsionando.
Utochenko corrió montaña abajo, montó una tienda de campaña para pasar la noche bajo la protección de los árboles y se quedó dormida. Al día siguiente, regresó al lugar del fallecimiento de sus amigos para recuperar suministros que necesitaba de sus cuerpos. Durante cuatro días, siguió los cables eléctricos montaña abajo con la esperanza de que alguien pudiera encontrarla, encontró un río y comenzó a seguir su curso. El 9 de agosto, un grupo de kayakistas ucranianos la encontró y la llevó a la comisaría más cercana, donde se dio aviso de lo sucedido.

## Búsqueda y descubrimiento
Utochenko no habló durante varios días. La búsqueda oficial se realizó el 24 de agosto, dirigida por Yuri Golius. Como Utochenko todavía no había podido narrar su versión de los hechos, se necesitaron dos días para encontrar los cuerpos con la ayuda de helicópteros. Se observó que los cuerpos de los excursionistas estaban parcialmente sin ropa.
Todos los excursionistas muertos mostraban muestras de hematomas en los pulmones. La autopsia, realizada en Ulan-Ude, concluyó que Krysin, Filipenko, Bapanov, Zalesova y Shvachkin murieron de hipotermia, y Korovina sufrió un ataque cardíaco. La deficiencia de proteínas debido a la desnutrición fue mencionada como un factor que habría contribuido a sus muertes.

## Teorías
Se han propuesto múltiples teorías para explicar las causas de la muerte de los senderistas. Los rescatadores Valery Tatarnikov y Vladimir Zinov, que participaron en la operación de búsqueda de los cuerpos, afirmaron que era imposible que los excursionistas hubieran muerto por el frío. Zinov sugirió que podrían haber muerto de mal de altura . El turista Vladimir Borzenkov y el miembro del equipo de búsqueda Nikolai Fedorov sugirieron que los excursionistas se volvieron locos debido a infrasonidos. Yuri Golius, el líder de la operación de búsqueda, atribuyó sus muertes a la negligencia de Korovina, alegando que estaba haciendo pasar hambre a sus estudiantes, lo que les causaría una deficiencia de vitaminas. En una entrevista de 2018 para Komsomolskaya Pravda, Utochenko rechazó la teoría de que Korovina pudiera haber sido responsable de las muertes. Ella mantuvo que la causa de la muerte de los excursionistas habría sido un edema pulmonar.

### Hipotermia
La primera explicación propone que los excursionistas fallecieron exactamente de la forma que se relata en el informe de la autopsia: sucumbiendo a la hipotermia después de no haber estado adecuadamente protegidos esa noche. En la hipotermia severa, puede haber alucinaciones y desvestimiento paradójico, causando que una persona se quite la ropa, lo que explicaría por qué los excursionistas fueron encontrados parcialmente desvestidos.
De acuerdo con esta teoría, algunas partes de la historia de Utochenko podrían haber sido exageradas involuntariamente por ella, debido al hecho de que las personas que pasan por una experiencia traumática con frecuencia recuerdan mal los detalles de la misma.

### Experimento militar
Una teoría sugiere que los senderistas podrían haberse encontrado un experimento militar ruso realizado en las montañas y habrían sido asesinados para que el experimento permaneciera en secreto. Esta teoría fue considerada poco creíble debido a que la cordillera Jamar-Dabán es un área pública por la que transitan muchas personas durante la temporada turística, lo que la convierte en un lugar y momento poco probables para realizar experimentos secretos.

### Agentes nerviosos
Los síntomas descritos por Utochenko se asimilan a una muerte por agentes nerviosos. En concreto, la espuma en la boca y las convulsiones coinciden con una muerte causada por un agente nervioso fuerte. Los hematomas en los pulmones también podrían ser un signo de muerte por gas nervioso, ya que el contacto puede causar dificultad respiratoria. También puede provocar un paro cardíaco, lo que coincide con la causa de la muerte de Korovina.
Novichok, una categoría de agentes nerviosos desarrollados por la Unión Soviética y Rusia hasta 1993 y considerados los agentes nerviosos más letales que existen, podrían haber sido testados en áreas cercanas a Jamar-Dabán.

### Agua contaminada

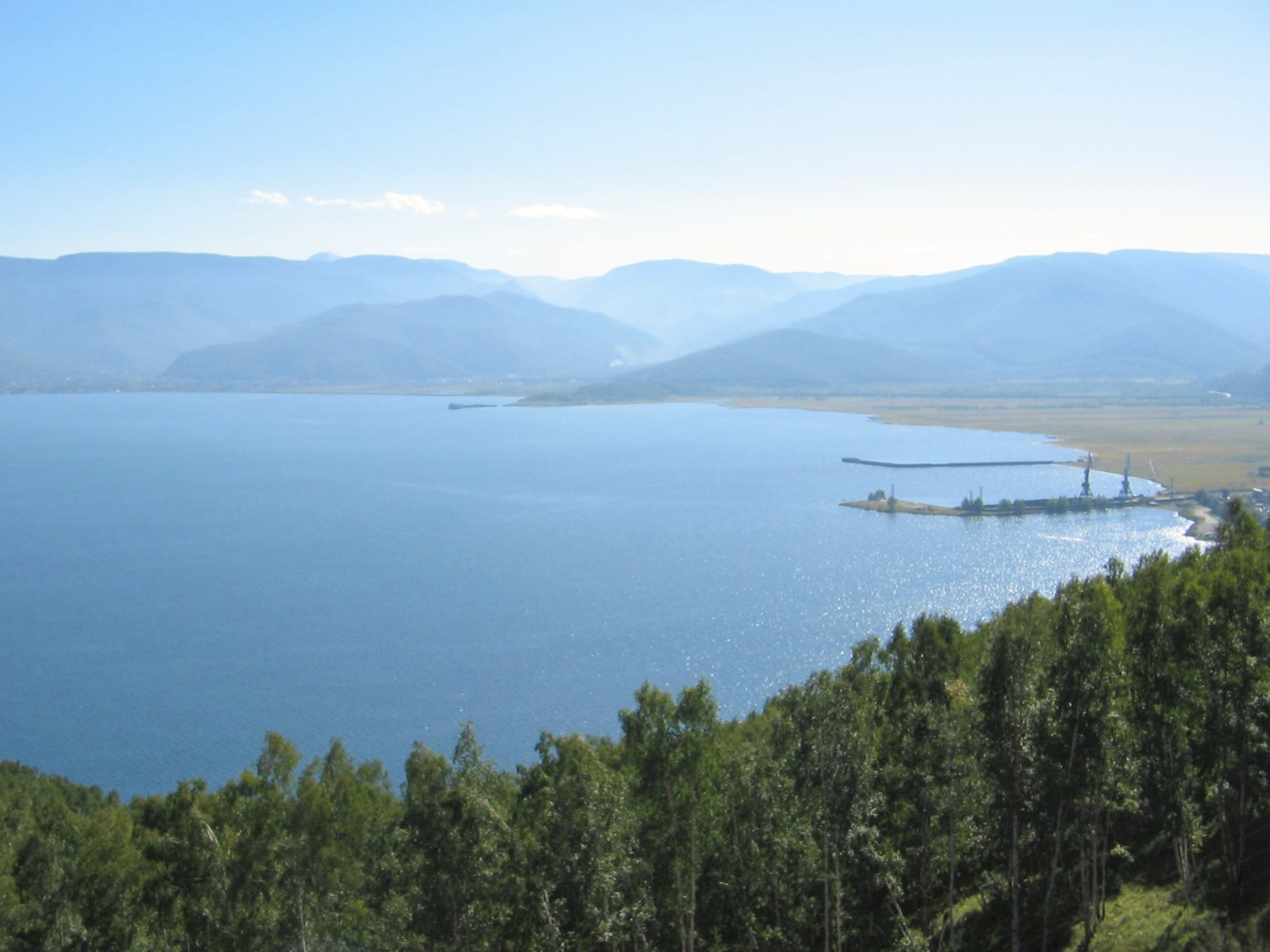
Lago Baikal

El cercano lago Baikal es conocido por ser un "vertedero de residuos tóxicos". Si los residuos fueron arrastrados río abajo, podría ser posible que los senderistas hubieran bebido las toxinas presentes en el agua. Es posible que algunas toxinas no sean visibles en un informe toxicológico estándar.

### Intoxicación por hongos
Otra teoría sugiere que los senderistas podrían haber tenido una alucinación y enfermado debido a una intoxicación por hongos. Korovina era conocida por ser una recolectora de hongos y enseñó la práctica a sus estudiantes. Es posible que alguno de los excursionistas hubiera añadido accidentalmente hongos venenosos a su desayuno. También podrían haber sido hongos alucinógenos. En casos muy raros, una sobredosis de muscarina y ácido iboténico, más comunes en los hongos Amanita, podría causar psicosis, convulsiones, paro cardíaco y provocar un coma. La Amanita phalloides y otros hongos venenosos pueden parecerse a otros hongos comestibles cuando no están completamente maduros.